# جنگل ملی کیبب
جنگل ملی کیبب (به انگلیسی: Kaibab National Forest) یک پارک ملی در ایالت آریزونا در آمریکا است.
مساحت این جنگل ۶۵۰۰ کیلومتر مربع است.